# Okręg wyborczy Scullin (1955–1969)
Okręg wyborczy Scullin (ang. Division of Scullin) – dawny jednomandatowy okręg wyborczy do Izby Reprezentantów Australii, istniejący w latach 1955-1969. Znajdował się w północnej części centralnego Melbourne, zaś jego patronem był były premier Australii James Scullin. W 1969 okręg został zlikwidowany, zaś imię Scullina otrzymał nowy okręg, utworzony jednakże w zupełnie innej części Melbourne, stąd klasyfikowany jako odrębna jednostka. 
Przez cały okres istnienia okręg miał tylko jednego reprezentanta, którym był Ted Peters z Australijskiej Partii Pracy.